# Necropoli di Symaethus
La necropoli di Symaethus è un'area funeraria antica intitolata al dio del fiume Symaethus sita nella parte occidentale della Riserva naturale Oasi del Simeto.
La necropoli si estende in contrada Torrazza, a sud della città di Catania, all'interno della parte occidentale dell'Oasi del Simeto ed è intitolata al dio fluviale da cui prende nome il fiume Simeto. Il dio fluviale, secondo la mitologia, è il fratello della ninfa Symaethide, a sua volta madre di Acis da cui prendono nome i vari comuni etnei posti a nord della città.